# Hamupipőke 2. – Az álmok valóra válnak
A Hamupipőke 2. – Az álmok valóra válnak (eredeti cím: Cinderella II: Dreams Come True) 2002-ben megjelent amerikai 2D-s számítógépes animációs film, amely a Hamupipőke-trilógia második része. Az animációs játékfilm rendezője John Kafka, producerei Mary Thorne és Mary Alice Drumm. A forgatókönyvet Jill E. Blotevogel, Tom Rogers és Jule Selbo írta, a zenéjét Michael Tavera és Brooke Allison szerezte. A videofilm a Walt Disney Pictures és a DisneyToon Studios gyártásában készült, a Walt Disney Home Video forgalmazásában jelent meg. Műfaja: zenés romantikus fantasyfilm.
Amerikában 2002. február 27-én, Magyarországon 2002. március 19-én VHS-n és DVD-n adták ki.

## Televíziós megjelenések
Disney Channel, Disney Junior 